# メタミドホス
メタミドホス（methamidophos）は、有機リン化合物で農薬、殺虫剤の一種である。殺虫効果のある生物種は比較的多く、その効果も高いが同時にヒトへの有害性も強い。

## 概要
1964年に、西ドイツのバイエルが開発した殺虫剤である。翌1965年にアメリカ合衆国のシェブロンが、別の製法で特許を取得している。日本では毒性が高いと判断されて、農薬取締法に登録されておらず、農薬や殺虫剤として使用することはできない。
中国、アメリカ、南米、オーストラリアなどでは、昆虫やダニ類にも効果が高いため、かつては広範に使用されていた。メタミドホス製剤の商品名としては、世界で高いシェアを有するドイツ・バイエルのタマロン（Tamaron）やモニター（Monitor）が著名である。

## 性状・物性
純品は無色の針状結晶。工業的には含量68%以上、または70%以上の黄色い粘稠液として製造され、農薬としては30%から50%の水溶液で流通することが多かったが、3%粒剤も製造されていた。水、アルコール、アセトン等に可溶。ベンゼンやキシレンへの溶解度は低く、ジクロロメタン、エーテル、ガソリンへの溶解度はさらに低い。加水分解で生じるメタンチオールによる独特の臭いがある。目に刺激性がある。
なお、農薬として使用されているアセフェート（O,S-ジメチル-N-アセチルホスホルアミドチオエート、CAS登録番号 [30560-19-1]）の加水分解によってメタミドホスが生じる。

## 製法
まず三塩化リンと硫黄を反応させて塩化チオホスホリルを得、次にメタノールでエステル化する。O-メチルホスホロジクロロチオエート（モノメチルエステル）をトリエチルアミンなどの三級アミンの存在下で加熱してメチル基を硫黄原子上に転位させてから、メタノールおよびアンモニアと化学反応させる方法と、O,O-ジメチルホスホロクロロチオエート（ジメチルエステル）をまずアンモニアもしくはアンモニア水と反応させてアミド化してから、後でジメチル硫酸等を触媒としてメチル基を硫黄原子上に転位反応させる方法がある。

## 用途
農業用の殺虫剤としてイネ、コムギ、トウモロコシ、綿花などのアブラムシ、ヨコバイ、ウンカ、イネアザミウマ、ニカメイガ、コブノメイガ、イチモンジセセリ、ヤガなどの防除に用いる。また、殺ダニ剤としても用いられる。しかし使用が許可されている農作物の種類は規制されており、国によって異なる。

## 規制
国際的な基準としてはコーデックス委員会で定められた残留基準値がある。この中では乾燥ホップに5 ppm、アルファルファ飼料2 ppm、芽キャベツ・キュウリ・レタス1 ppm、ナタネ0.1 ppmなどが定められている。

### 中国
中華人民共和国では、高毒性農薬であるとして野菜、キノコ、茶、果樹、生薬、家庭内の衛生害虫、家畜への使用は禁じられてきた。また、有機リン系農薬の最大許容残留量を穀物、野菜および果物、食用植物油に分けて定めているが、メタミドホスについては野菜などには使用禁止のため、使用が認められている穀物に関して0.1 ppm以下という残留基準しかない。検査はガスクロマトグラフによって行うことが中国国家規格（GB/T 5009.20-1996）に定められている。
しかしながら、1990年代より使用が禁止されているはずの野菜や果物に使用し、それが残留して中毒を起こす事例が多発したため、中国政府の関係部門は1995年頃より使用禁止を検討するようになった。例えば広東省広州市では1995年から野菜栽培地域でのメタミドホスの販売と使用を禁止し、2001年10月からは市全域で販売と使用を禁止した。
2003年12月30日には中国農業省が全国を対象に段階的に制限する通達を出した。これにより2004年1月1日からメタミドホス、パラチオン、メチルパラチオン、モノクロトホス、ホスファミドンの5種類の高い毒性を有する有機リン系製剤の製造許可証を取り消し、同年6月30日から中国国内での製剤の販売と使用を禁止した。ついで2005年1月1日より、メタミドホスなどの高い毒性を有する有機リン系5種の原体製造企業を除く製剤製造企業の製剤登録を抹消し、同時に原体製造企業の製品の使用範囲を綿花、イネ、トウモロコシ、小麦の4作物のみに縮小させた。2007年1月1日からは国内全域で農業での使用と販売を禁止、2008年1月9日からはすでに契約済みの輸出向け製品を除いて生産も禁止したが、同年2月15日に共同通信の日本人記者がメタミドホスを中国国内で購入、所持していたとして河北省当局に拘束されるなど、違法な購入は可能な状況であった。2009年からは輸出向けも含めて全ての生産が禁止された。
また、日本では過去に中国からの輸入品を中心にソバやレイシなどで、残留基準値を超えるメタミドホスが検出されている。

### 日本
農薬として使うには農薬取締法により毒性などの多くの試験が必要となるが、農薬登録には至っていないため使用は禁止されている。しかし、登録農薬であるアセフェートの加水分解で生成すること、世界中でメタミドホスが使用されていることから、いくつかの食品について残留農薬の規制値が設定されている。また、規制値が設定されていない食品については、残留農薬等に関するポジティブリスト制度によって0.01 ppmが設定されている。

### アメリカ
アメリカでは1996年に食品品質保護法が制定され、その結果有機リン系農薬について規制値の大幅な見直しが行われた。現在、ブロッコリー、キャベツ、キュウリ、ナス、レタス、トマト、ジャガイモなどに残留基準値が設定されている。主に使用されているのはジャガイモである。

## 毒性
脳内にあるシナプスで興奮を伝達する役目を果たす神経伝達物質アセチルコリンを分解するコリンエステラーゼの活性阻害作用がある。人が摂取すると興奮が連続して伝えられ続け神経生理機能に障害を与える。
摂取から約1日の間に症状がでて、数日間続く。嘔気、嘔吐、腹痛、下痢、流涎、頭痛、めまい、脱力など。吸入では鼻水、胸脇苦満など。視界がぼやけ、縮瞳、流涙、眼痛、協調運動障害、呂律障害、重篤な場合は呼吸中枢の障害・呼吸筋麻痺・気道浮腫などにより肺水腫、呼吸困難、昏迷を引き起こし死に至る。これらは典型的な有機リン化合物の中毒症状であり、同じく有機リン化合物であるサリンの中毒によっても同様の症状が発生する。ただし、サリンはメタミドホスと比較して桁違いに毒性は高い。長期曝露でニューロパチー（神経障害）が後遺症として残る場合がある。
治療は曝露の形態によるが、まず二次曝露を防ぐため除染を行う。経口曝露なら催吐は禁忌であり、消化管内の未吸収物を吸着するために活性炭を経口投与する。血漿コリンエステラーゼ活性を測定し、重症例にはアトロピン硫酸塩（アセチルコリン拮抗剤）やプラリドキシムヨウ化メチル（コリンエステラーゼ再賦活剤）を静脈内注射する。気道浮腫や肺水腫の兆候があれば気管挿管を行う。
経口毒性を半数致死量（LD50）で表すと、ラットの場合は7.5 mg/kg, ウサギの場合は10 mg/kg, マウスおよびモルモットの場合は30 mg/kgである。また、経口投与におけるラットのLD50は16 - 21 mg/kgとのデータもある。人間の経口毒性については専門家の談話としてLD50が30 mg/kg程度であるとの報道がなされた。人間に対する無毒性量は0.04mg/kg・日とされている。また魚毒性も指摘されている。日本では2008年1月現在、毒劇物取締法における（毒物・劇物の）指定は受けていない。
アメリカでは、広範囲に空中散布される場合もあり、作業者よりも周辺住民から安全性に対する危惧の声があげられている。

### 毒性が問題となった事件
- 中国製冷凍餃子中毒事件
- 事故米不正転売事件

## 環境中での分解速度
メタミドホスの半減期は以下の通りとする知見がある。
土壌および地下水中
好気的条件下において泥中では1.9日、ローム中では4.8日、砂中では6.1日、砂壌土では10～12日。
水中
主にpHに左右され、5.0で309日、7.0では27日、9.0で3日。ただし、日光の存在下では短くなり、pH5.0で90日に短縮される。